# La Toma Crosscut Canal

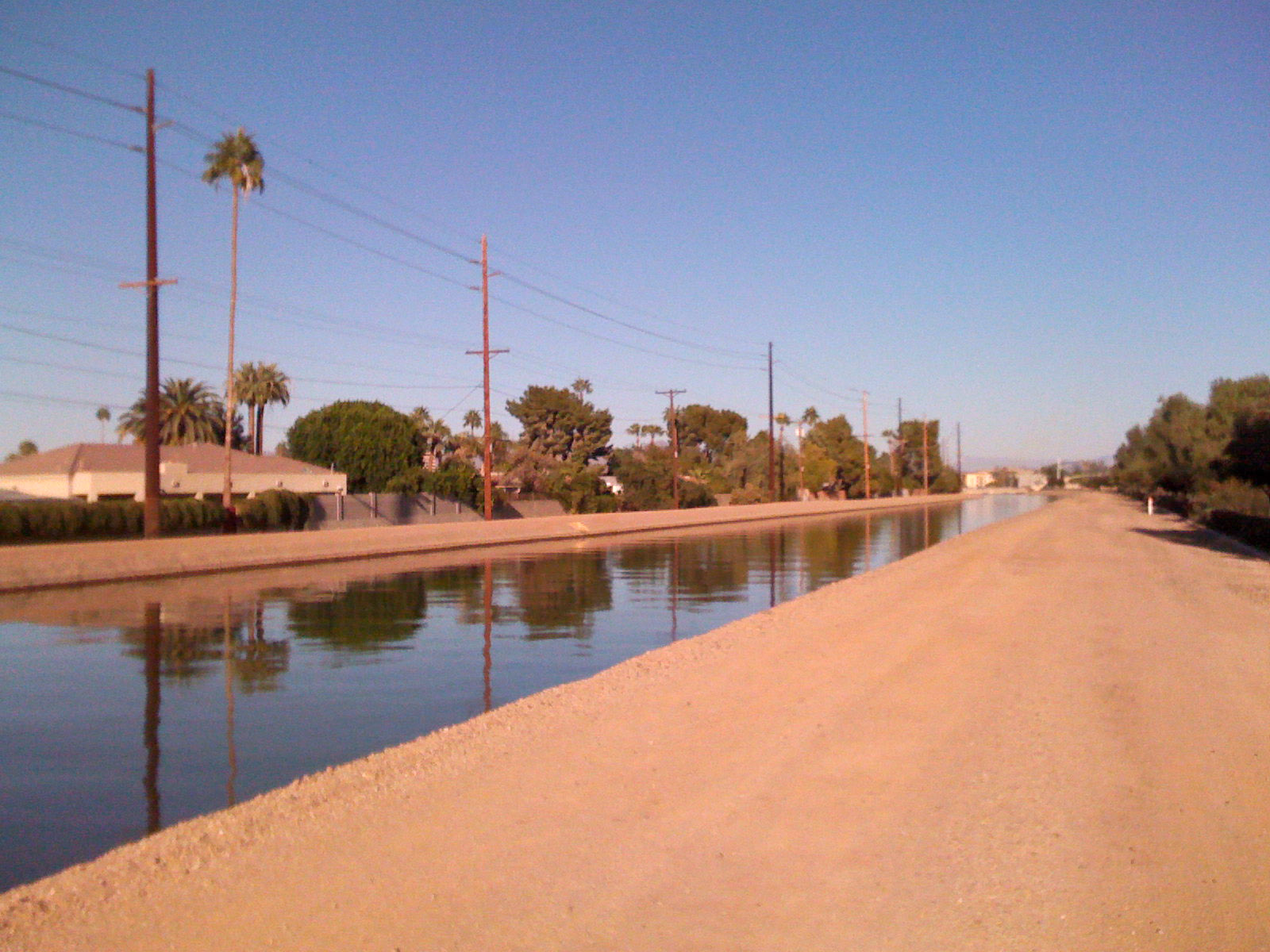
Radweg am Crosscut Canal

Crosscut Canal ist ein Kanalbauwerk  im Maricopa County im US-Bundesstaat Arizona. Er wurde an der südlichen Peripherie der Großstadt Phoenix (Arizona) errichtet.

## Geschichte
Der erste Crosscut Canal wurde von den US-Pionieren 1888 errichtet, um bei Bedarf zusätzliches  Bewässerungswasser vom Arizona Canal zum Grand Canal ableiten zu können. Er wurde an die Bundesregierung 1906 für $15.730 verkauft.
Der heutige Crosscut Canal wurde im Jahre 1912 bis 1913 erbaut. Er wurde von der Baufirma Grant Brothers Construction Company errichtet und dient dem gleichen Zweck. Das südliche Ende befindet sich heute in einem Parkgelände, da der Crosscut Canal  häufig versandet, wird dieser Abschnitt aus Kostengründen offenbar nicht mehr gewartet. Das südlich folgende, jetzt ausgetrocknete Kanalbett dient noch als Hochwasserschutzmaßnahme, entsprechende Dämme und Flutbrücken wurden im betreffenden Gewerbegebiet vorbereitet, um die sporadisch auftretenden Fluten ableiten zu können. 